# Aliza Kezeradze
Aliza Kezheradze (géorgien : ალიზა ქეჟერაძე ; 11 décembre 1937 à Tbilissi – 18 février 1996 à Londres) est une pianiste et professeur de piano géorgienne. 
Elle a été l'élève de Nina Pleshcheyeva, une élève d'Alexandre Siloti (lui-même élève de Franz Liszt). Professeur du jeune prodige Ivo Pogorelić, elle l'a épousé en 1980, bien qu'ils aient vingt et un ans d'écart. Elle est décédée d'un cancer à l'âge de 59 ans.